# Бадьяшиль, Лоик
Лои́к Бадьяшиль (фр. Loïc Badiashile; род. 5 февраля 1998, Лимож) — французский футболист, вратарь клуба «Бургос».

## Клубная карьера
Бадьяашиль — воспитанник клуба «Монако». Его дебют в первой команде состоялся 27 июля 2016 года в первом матче третьего квалификационного раунда Лиги чемпионов против турецкого «Фенербахче». Бадьяшиль начинал матч на скамейке запасных, но на 13-й минуте встал в ворота, когда травму получил основной голкипер Морган Де Санктис. Лоик отстоял матч до конца, пропустил два гола, а его команда проиграла со счётом 2:1. Однако в ответном матче, в котором Бадьяшиль участия уже не принимал, футболисты «Монако» отыгрались и прошли в следующий этап турнира. Ещё несколько матчей сезона 2016/2017 Бадьяшиль провёл в качестве запасного игрока первой команды, а затем играл за молодёжный состав в Юношеской лиге УЕФА и за вторую команду в Любительском чемпионате Франции. 20 мая 2017 года Лоик дебютировал в чемпионате Франции, сыграв второй тайм матча с «Ренном», в котором пропустил два гола.

## Международная карьера
В 2014 году Бадьяшиль выступал за сборную Франции до 16 лет. В 2015 года дебютировал в национальной команде до 18 лет.

## Личная жизнь
Бадьяшиль имеет конголезское происхождение. Младший брат Лоика, Бенуа, также является профессиональным футболистом и выступает за «Монако».